# Conservadorismo autoritário
Conservadorismo autoritário (também conhecido como ultraconservadorismo) é uma ideologia política que reúne ideais conservadores com uma abordagem autoritária, buscando defender ordem social, tradição e hierarquia, muitas vezes com a supressão de revolucionários e radicais como comunistas e anarquistas.
Na política contemporânea, o termo ultraconservadorismo, também usado para se referir ao fundamentalismo religioso, chega a ser empregado por críticos de políticos/partidos defensores de um conservadorismo que não se adequa à política constitucional, é baseado em preceitos religiosos (direita cristã) e amistoso ao neoliberalismo, ao populismo de direita e, em muitos casos, ao militarismo.
Entre algumas das figuras políticas classificadas como conservadoras autoritárias ou ultraconservadoras estão o monarca iugoslavo Alexandre I, o chanceler austríaco Engelbert Dollfuss, o ditador chileno Augusto Pinochet, o ex-presidente peruano Alberto Fujimori, o primeiro-ministro israelense Benjamin Netanyahu, o político chileno José Alberto Kast, o presidente salvadorenho Nayib Bukele, entre outros.

## Ideologia

### Raízes históricas
Os dois antepassados filosóficos do conservadorismo, Edmund Burke e Joseph de Maistre, inspiraram duas formas distintas de conservadorismo. Enquanto o primeiro estava enraizado numa tradição Whig mais libertária, o último era ultramontano, ultrarrealista e, em última análise, autoritário.
G. W. F. Hegel também foi identificado como um dos mais importantes filósofos conservadores. Especialmente a sua obra de 1821, Princípios da Filosofia do Direito, exerceu uma influência poderosa sobre a ideologia conservadora. Por isso, liberais clássicos criticam Hegel: Karl Popper identificou Hegel como o principal ideólogo do estado autoritário prussiano e o considerou um dos principais inimigos ideológicos de uma sociedade aberta, e Isaiah Berlin o acusou de ser um dos arquitetos do autoritarismo moderno.

### Relação com o fascismo
Os movimentos conservadores autoritários foram proeminentes na mesma época do fascismo, com o qual por vezes entrou em conflito. Embora ambas as ideologias partilhassem princípios fundamentais, como a defesa de valores tradicionais e identidade nacional, e tivessem inimigos comuns, como o comunismo e o materialismo, havia, no entanto, um contraste entre a natureza tradicionalista do conservadorismo autoritário e a natureza revolucionária, palingenética e economicamente intervencionista do fascismo. Portanto, era comum que regimes conservadores autoritários suprimirem movimentos fascistas e nacional-socialistas em ascensão. A hostilidade entre as duas ideologias é evidenciada pela luta pelo poder na Áustria, que foi marcada pelo assassinato do estadista ultracatólico Engelbert Dollfuss pelos nacional-socialistas austríacos. Da mesma forma, os fascistas croatas assassinaram o rei Alexandre I da Iugoslávia.
O jornalista e autor britânico Edmund Fawcett explica a diferença entre fascismo e conservadorismo autoritário:
O fascismo, para esquematizar, é uma forma de totalitarismo. Impõe controle sobre todos os aspectos do Estado, da sociedade, da economia e da vida cultural. Funciona através de um partido único com uma ideologia abrangente, geralmente sob um líder carismático que afirma falar em nome do povo. Os seus inimigos são o pluralismo e a diversidade. O fascismo sufoca a oposição através da violência e do medo e estabiliza-se através da mobilização do envolvimento popular. O autoritarismo, pelo contrário, permite organismos econômicos e sociais independentes, formas de representação limitada e um certo grau de liberdade religiosa. O seu inimigo é a participação democrática. Também sufoca a oposição através da violência e do medo, mas estabiliza-se confiando na aquiescência passiva numa troca entre tranquilidade social e perda de papel político. O fascista é um não conservador que leva o antiliberalismo ao extremo. O autoritário de direita é um conservador que leva o medo da democracia ao extremo.
A direita conservadora autoritária distingue-se do fascismo na medida em que tais conservadores tendiam a usar a religião tradicional como base para as suas opiniões filosóficas, enquanto os fascistas baseavam as suas opiniões no vitalismo, no irracionalismo ou no neoidealismo secular. Os fascistas muitas vezes recorreram a imagens religiosas, mas usaram-nas como um símbolo para a nação e substituíram a espiritualidade pelo ultranacionalismo e pela estatolatria. Mesmo no mais religioso dos movimentos fascistas, a Guarda de Ferro romena, Cristo foi despojado do genuíno mistério sobrenatural e reduzido a uma metáfora para a redenção nacional.